# Rudolf Hirschberg
Rudolf Hirschberg (Pseudonyme: Rudolf Hirschberg-Jura, Rudolf Jura, B. Marinelli, Sebald Wendhus; * 31. Dezember 1867 in Meißen als Karl Rudolf Hirschberg; † 1943) war ein deutscher Schriftsteller.

## Leben
Rudolf Hirschberg war der Sohn des Meißner Bürgermeisters Karl Richard Hirschberg. Nachdem Rudolf Hirschberg die Fürstenschule St. Afra in Meißen absolviert hatte, studierte er von 1888 bis 1892 Jura an der Universität Leipzig, verfolgte allerdings nach Bestehen des Staatsexamens seine juristische Karriere nicht weiter.
Er besuchte das Konservatorium in Dresden und wirkte von 1893 bis 1897 als Schauspieler auf diversen deutschen Bühnen, u. a. in Königsberg und Breslau. Danach versuchte er sich als Rezitator eigener komischer Werke auf Kabarettbühnen (u. a. im Berliner „Überbrettl“) und Varietés. Hirschberg lebte zeitweise in Straßburg, wo er die Schauspielerin Elisabeth Kramer heiratete. Ab 1902 war er in Hannover ansässig und Mitarbeiter von Tageszeitungen. Später lebte er als freier Schriftsteller in München und Leipzig.
Rudolf Hirschbergs veröffentlichte neben eigenen Kabarett-Texten eine Vielzahl von Romanen und Erzählungen.

## Werke
- Der Improvisator, Naumburg 1895 (unter dem Namen Rudolf Hirschberg-Jura)
- Nach Amerika, Mühlhausen i. Th. 1896 (unter dem Namen Rudolf Jura, zusammen mit Alexander Rumpelt)
- Rechtsanwalt Lohmann, Berlin 1902 (unter dem Namen Rudolf Hirschberg-Jura)
- Der tote Liebhaber, Mülheim a. d. Ruhr 1902 (unter dem Namen Rudolf Hirschberg-Jura)
- Ein unpraktischer Mensch, Berlin [u. a.] 1903 (unter dem Namen Rudolf Hirschberg-Jura)
- Gehorsame Geister, Berlin 1904 (unter dem Namen Rudolf Hirschberg-Jura)
- Ein großartiger Kerl, Mannheim 1904 (unter dem Namen Rudolf Hirschberg-Jura)
- Der Liebeshandel, Berlin 1904 (unter dem Namen Rudolf Hirschberg-Jura)
- Die Sonntagsbraut, Berlin 1904 (unter dem Namen B. Marinelli)
- Hans im Glück, Leipzig 1905 (unter dem Namen Rudolf Hirschberg-Jura)
- Unter falschem Verdacht, Berlin 1905 (unter dem Namen Rudolf Hirschberg-Jura, zusammen mit Friedrich Thieme)
- Die Variétéprinzessin, Bonn 1905 (unter dem Namen Rudolf Jura)
- Zwei Hundertmarkscheine. Der Detektiv im "Blauen Ferkel", Berlin [u. a.] 1906 (unter dem Namen Rudolf Hirschberg-Jura)
- Möblierte Zimmer, Leipzig 1907 (unter dem Namen Rudolf Hirschberg-Jura)
- Sinniges Unsinniges, Berlin 1907 (unter dem Namen Rudolf Hirschberg-Jura)
- Die Villa des Gerechten, Stuttgart 1907 (unter dem Namen Rudolf Hirschberg-Jura)
- Die wahre Kunst, Berlin 1907 (unter dem Namen Rudolf Hirschberg-Jura)
- Die Schwiegermutter nach Noten, Leipzig 1908 (unter dem Namen Rudolf Jura)
- Philisters Kinder, Berlin 1909 (unter dem Namen Rudolf Hirschberg-Jura)
- Primanerliebe, Berlin 1909 (unter dem Namen Rudolf Hirschberg-Jura)
- Theater Glück!, Berlin 1909 (unter dem Namen Rudolf Hirschberg-Jura)
- Theatersommer, Berlin 1909 (unter dem Namen Rudolf Hirschberg-Jura)
- Cabaret, Leipzig 1910 (unter dem Namen Rudolf Hirschberg-Jura)
- Entlarvt, Mülheim-Ruhr 1910 (unter dem Namen Rudolf Jura)
- Unglaubliche Geschichten, Nürnberg 1910 (unter dem Namen Rudolf Hirschberg-Jura)
- Die Erstlinge, Leipzig 1912 (unter dem Namen Rudolf Hirschberg-Jura)
- Harte Liebe, Leipzig 1912 (unter dem Namen Rudolf Hirschberg-Jura)
- Eine schöne Erzieherin, Leipzig 1912 (unter dem Namen Rudolf Hirschberg-Jura)
- Vergib uns unsere Schuld!, Leipzig 1912 (unter dem Namen Rudolf Hirschberg-Jura)
- Der Zaubermeister, Berlin 1912 (unter dem Namen Rudolf Hirschberg-Jura)
- Zu viel Liebe. Die Freudengöttin, Leipzig 1913 (unter dem Namen Rudolf Hirschberg-Jura)
- Das Brillantenfräulein, Heilbronn 1914 (unter dem Namen Rudolf Hirschberg-Jura)
- Das goldene Haar, Berlin [u. a.] 1916 (unter dem Namen Rudolf Hirschberg-Jura)
- Heddas Heirat, Reutlingen 1916 (unter dem Namen Rudolf Hirschberg-Jura)
- Die Schulbank der Liebe, Leipzig 1916 (unter dem Namen Rudolf Hirschberg-Jura)
- Der Erbneffe, Dresden 1917 (unter dem Namen Rudolf Hirschberg-Jura)
- Läuternde Flammen, Dresden 1918 (unter dem Namen Rudolf Hirschberg-Jura)
- Des süßen Glückes reife Frucht, Dresden 1918 (unter dem Namen Rudolf Hirschberg-Jura)
- Die zweite Liebe, Leipzig 1919 (unter dem Namen Rudolf Hirschberg-Jura)
- Ruhm und Liebe, Leipzig 1920 (unter dem Namen Rudolf Hirschberg-Jura)
- Das verratene Luftschiff, Berlin [u. a.] 1920 (unter dem Namen Rudolf Hirschberg-Jura)
- Die Braut im Koffer, Leipzig 1921 (unter dem Namen Rudolf Hirschberg-Jura)
- Die giftigen Kaninchen. 78000 Mark, Leipzig 1921 (unter dem Namen Rudolf Hirschberg-Jura)
- Krank am Weibe, München 1921 (unter dem Namen R. Hirschberg-Jura)
- Der Preis, Leipzig-Stö. 1922 (unter dem Namen Rudolf Hirschberg-Jura)
- Das verlorene Ich, Leipzig-Stö. 1922 (unter dem Namen Rudolf Hirschberg-Jura)
- Schminke, Herz und Rampenlicht, Leipzig-Stö. 1924 (unter dem Namen Rudolf Hirschberg-Jura)
- Wenn du nicht kannst, laß mich mal – was vortragen, Leipzig 1924 (unter dem Namen Rudolf Hirschberg-Jura)